# أممية (سياسة)
الأممية مبدأ سياسي يتجاوز القومية ويدعو إلى تعاون سياسي أو اقتصادي أكبر بين الأمم والشعب.
ويشار إلى أنصار هذا المبدأ على أنهم أمميون، الذين يعتقدون عموما أن على شعوب العالم أن تتحد عبر الحدود الوطنية أو السياسية أو الثقافية أو العرقية أو الطبقية لتعزيز مصالحها المشتركة، أو أن تتعاون حكومات العالم لأن المصالح المتبادلة طويلة الأجل أهم بكثير من نزاعاتها قصيرة الأجل.
الأممية، بوجه عام، تعارض القومية أو الجينغوية أو الشوفينية والحرب، ويمكن أن تشمل أنصار مؤيدي أي من المنظمات الأممية الاشتراكية الأربع والدعم للمؤسسات الدولية مثل الأمم المتحدة أو الحركة الفدرالية العالمية. المصطلح مشابه للعولمة والعالمية، ولكنه مختلف عنهما.

## جذورها

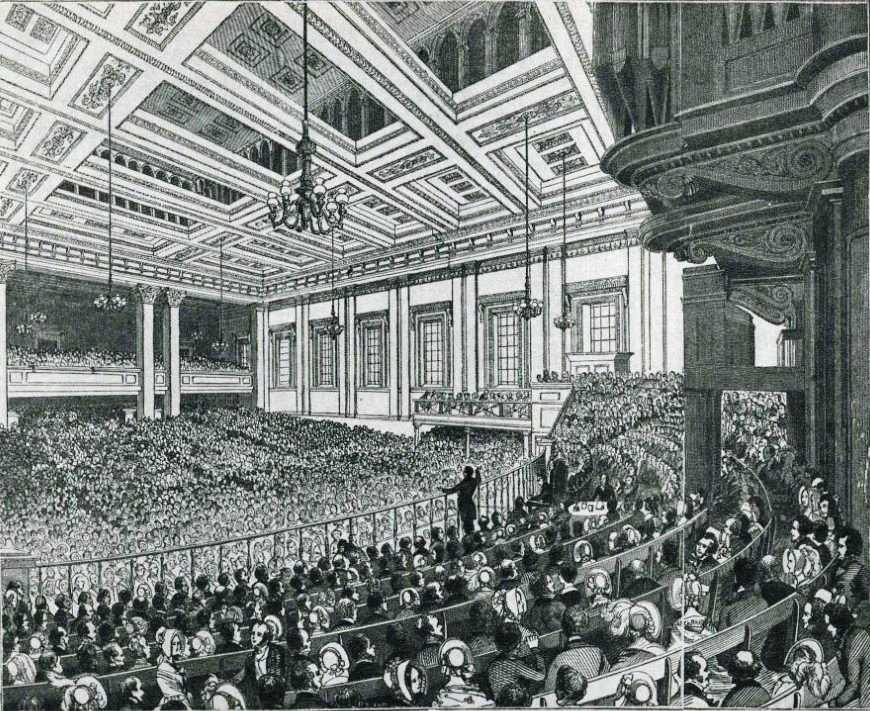
اجتماع لعصبة مناهضة قانون الذرة, 1846.

كان في المملكة المتحدة خلال القرن التاسع عشر  تيار فكر سياسي ليبرالي أممي يجسده فكر ريتشارد كوبدن وجون برايت. كان كوبدان وبرايت ضد قوانين الذرة الحمائية، وفي خطاب في كوفنت غاردن في 28 سبتمبر 1843، حدد كوبدان توجهه الأممي الطوباوي:
التجارة الحرة! ما هذا؟ لماذا، نكسر الحواجز التي تفصل الأمم؛ تلك الحواجز التي تقف وراءها مشاعر الفخر والانتقام والكراهية والغيرة، التي تنفجر من حين لآخر عن حدها، وتغرق البلدان كلها بالدم... 
اعتقد كوبدان أن التجارة الحرة سوف تهدئ العالم من خلال الاتكال المتبادل، وهي فكرة أعرب عنها آدم سميث أيضا في كتابه «ثروة الأمم» وقد كانت الفكرة رائجة بين العديد من الليبراليين في ذلك الوقت. إن الإيمان بفكرة القانون الأخلاقي والخير المتأصل في الطبيعة البشرية كان مصدر إلهام لإيمانه.
هذه المفاهيم «الليبرالية» للأممية تعرضت لانتقادات شديدة من قبل الاشتراكيين والراديكاليين في ذلك الوقت، الذين أشاروا إلى الروابط بين المنافسة الاقتصادية العالمية والإمبريالية، وسوف يحددون هذا التنافس باعتباره السبب الجذري للصراع العالمي. إحدى المنظمات الـأممية الأولى في العالم كانت جمعية الشغيلة العالمية، التي شكلها في لندن في عام 1864  نشطاء سياسيون اشتراكيون وشيوعيون من الطبقة العاملة الاشتراكية (كان كارل ماركس من بينهم). وقد كانت المنظمة، بوصفها أول منظمة أممية، مكرسة للنهوض بالمصالح السياسية للطبقة العاملة عبر الحدود الوطنية، وكانت تعارض بشكل أيديولوجي التيارات الأممية الليبرالية التي دعت إلى حرية التجارة والرأسمالية كوسيلة لتحقيق السلام العالمي والاتكال المتبادل.
شملت المنظمات الأممية الأخرى الاتحاد البرلماني الدولي الذي أنشأه فريدريك باسي من فرنسا وويليام راندال كريمر من المملكة المتحدة وعصبة الأمم التي شكلت بعد الحرب العالمية الأولى. وكانت الفكرة أن تكون المنظمة الأولى منتدى دائما للمفاوضات السياسية متعددة الأطراف، في حين أن الأخيرة كانت محاولة لحل المشاكل الأمنية في العالم من خلال التحكيم الدولي والحوار.

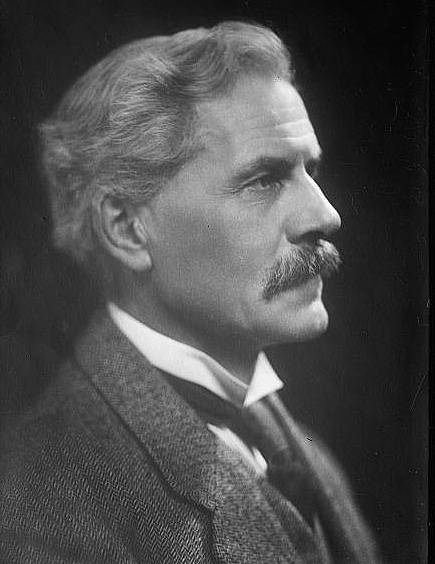
رامزي ماكدونالد، سياسي ومن دعاة الأممية.

جون هوبسون، وهو ليبرالي غلادستوني أصبح اشتراكيا بعد الحرب العظمى، توقع في كتابه الإمبريالية (1902) نمو المحاكم والمجالس الدولية التي أمل أن تحل النزاعات الدولية بين الدول بطرق سلمية. السير نورمان أنجيل ادعى في مؤلفه الوهم العظيم (1910) كون العالم متحد بالتجارة والمالية والصناعة والاتصالات، ولذلك كانت القومية مفارقة تاريخية، وأنه لن يربح من الحرب أي شخص تورط فيها ولن تؤدي إلا إلى الدمار.
كان اللورد لوثيان  أمميا وإمبرياليا كان يتطلع في ديسمبر 1914  إلى: ... الاتحاد الطوعي للدول المتحضرة الحرة التي ستطرد في نهاية المطاف شبح التسلح التنافسي وتهب البشرية السلام الدائم.
في سبتمبر 1915 اعتقد أن  الإمبراطورية البريطانية كانت "مثالا مثاليا على كومنولث العالم الذي سيحدث في نهاية المطاف'
وعبرت الأممية عن نفسها في بريطانيا من خلال تأييد أشخاص مثل غيلبرت موراي لعصبة الأمم. وكان للحزب الليبرالي وبالأخص لحزب العمال أعضاء أمميين بارزين، مثل رئيس الوزراء العمالي رامزي ماكدونالد الذي اعتقد أن "جنسيتنا الحقيقية هي البشرية'

## الاشتراكية
تشكل الأممية عنصرا هاما في النظرية السياسية الاشتراكية، على أساس مبدأ وجوب اتحاد أعضاء الطبقة العاملة جميع البلدان عبر الحدود الوطنية بنشاط يعارض القومية والحرب من أجل إسقاط الرأسمالية (راجع مقالة البروليتارية الأممية). في هذا المعنى، الفهم الاشتراكي للأممية يرتبط ارتباطا وثيقا بمفهوم التضامن الأممي.
يجادل المفكرون الاشتراكيون مثل كارل ماركس، فريدريك إنجلز وفلاديمير لينين أن الطبقة الاقتصادية وليس الجنسية، أو العرق، أو الثقافة، هي القوة الرئيسية التي تقسم الناس في المجتمع، وأن الأيديولوجية القومية هي أداة بروباغندا بيد الطبقة الاقتصادية المهيمنة في المجتمع. من هذا المنظور، إنه لمن مصلحة الطبقة الحاكمة تعزيز القومية من أجل إخفاء  الصراعات الطبقية المتأصلة في مجتمع معين (مثل استغلال العمال من قبل أصحاب رؤوس الأموال من أجل الربح). ولذلك يرى الاشتراكيون القومية شكلا من أشكال التحكم الأيديولوجي الناشئة عن نمط الإنتاج الاقتصادي المحدد للمجتمع (راجع الأيديولوجية السائدة).
منذ القرن ال19 ، دعت المنظمات السياسية الاشتراكية والنقابات الراديكالية مثل عمال العالم الصناعيين إلى الأيديولوجيات الأممية ساعية إلى تنظيم العمال عبر الحدود الوطنية لتحقيق تحسن في ظروف العمل لتحقيق مختلف أشكال الديمقراطية الصناعية. فإن الأممية الأولى، الثانية، الثالثة، والرابعة كانت تجمعات سياسية اشتراكية سعت إلى القيام بثورة عمالية في جميع أنحاء العالم وتحقيق الأممية الاشتراكية (راجع الثورة العالمية).
إن الأممية الاشتراكية معادية للإمبريالية، وبالتالي فهي تدعم تحرير الشعوب من جميع أشكال الاستعمار والهيمنة الأجنبية، وحق الشعوب في تقرير المصير. لذلك، غالبا ما يناصر الاشتراكيون حركات الاستقلال المناهضة للاستعمار، ويعارضون بشكل فعال استغلال دولة واحدة من جانب آخر.
وبما أن النظرية الاشتراكية تفسر الحرب على أنها نتاج لقوانين المنافسة الاقتصادية المتأصلة في الرأسمالية (أي التنافس بين الرأسماليين وحكوماتهم الوطنية من أجل الموارد الطبيعية والهيمنة الاقتصادية)، فإن الأيديولوجيات الليبرالية التي تعزز الرأسمالية الدولية و «التجارة الحرة»، حتى لو كانت تتحدث أحيانا بشروط إيجابية عن التعاون الدولي فإنها، من وجهة النظر الاشتراكية، متأصلة في القوى الاقتصادية التي تدفع الصراع العالمي. وفق النظرية الاشتراكية، لا يمكن أن يتحقق السلام العالمي إلا بعد انتهاء المنافسة الاقتصادية وانعدام الانقسامات الطبقية داخل المجتمع. عبر عن هذه الفكرة في عام 1848 كارل ماركس وفريدريك إنجلز في البيان الشيوعي:
كرر لينين هذه الفكرة باعتبارها السياسة الرسمية للحزب البلشفي خلال الحرب العالمية الأولى:

### الجمعية الأممية للشغيلة

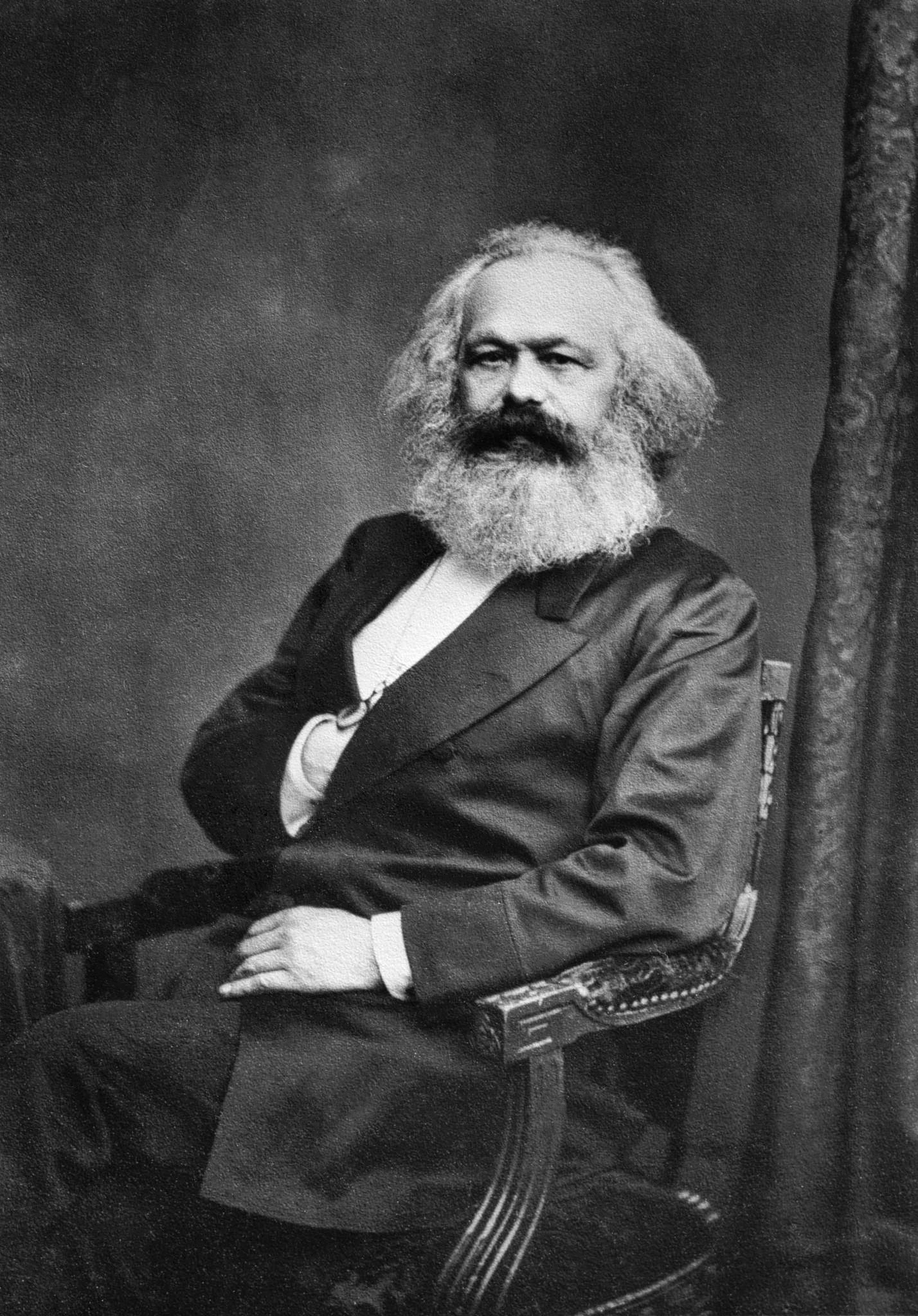
كارل ماركس كان عضوا بارزا الدولي الأول الذي صاغ العديد من الكتيبات والبيانات

الجمعية الأممية للشغيلة، أو الأممية الأولى كانت منظمة تأسست في عام 1864، تتألف من مختلف أعضاء الطبقة العاملة الراديكاليين والنقابيين الذين يشجعون أيديولوجية الأممية الاشتراكية المناهضة للإمبريالية. شخصيات مثل كارل ماركس واللاسلطوي الثوري ميخائيل باكونين لعبت أدوارا بارزة في الأممية الأولى. في الخطاب الافتتاحي للأممية الأولى الذي كتبه ماركس في أكتوبر 1864 ووزع بشكل كتيب حوى نداءا للتعاون الأممي بين العمال، وإدانات للسياسات الإمبريالية للعدوان القومي الذي قامت بها حكومات أوروبا:
وبحلول منتصف 1870ات، فإن الانقسامات داخل الأممية حول المسائل التكتيكية والإيديولوجية ستؤدي إلى انحلال المنظمة وتمهد الطريق لتشكيل الأممية الثانية في عام 1889. ادعى أحد الفصائل، بقيادة ماركس، أن على العمال والراديكاليين أن يعملوا داخل البرلمانات من أجل كسب السيادة السياسية وإنشاء حكومة عمال. وكان الفصيل الرئيسي الآخر هو اللاسلطويين، بقيادة باكونين، الذي رأى أن جميع مؤسسات الدولة قمعية بطبيعتها، وبالتالي عارض أي نشاط برلماني، واعتقد أن على العمال العمل نحو التدمير الكامل للدولة.

### الأممية الاشتراكية
تأسست الأممية الاشتراكية، المعروفة باسم الأممية الثانية، في عام 1889 بعد تفكك الجمعية الأممية للشغيلة. وعلى عكس الأممية الأولى، فقد كانت اتحادا للأحزاب السياسية الاشتراكية من مختلف البلدان، بما في ذلك المجموعات الإصلاحية والثورية. وكانت أطراف الأممية الثانية الأحزاب الاشتراكية الأولى التي كسبت تأييدا جماهيريا بين الطبقة العاملة وكان لها ممثلون منتخبون في البرلمانات. هذه الأحزاب، مثل حزب العمال الاشتراكي الديمقراطي الألماني، كان أول الأحزاب الاشتراكية في التاريخ التي أصبحت لاعبا سياسيا مهما على المسرح البرلماني، وكثيرا ما كان له ملايين الأعضاء.
وقد عقد مؤتمر الأممية الاشتراكية اجتماعه النهائي في بازل بسويسرا في عام 1912، تحسبا لاندلاع الحرب العالمية الأولى، وذلك لالتزامه بالسلام ومعاداة الإمبريالية، وقد أبدى البيان الذي اعتمده المؤتمر معارضة الأممية الثانية للحرب، والالتزام بحل سريع وسلمي:
وعلى الرغم من ذلك، عندما بدأت الحرب في عام 1914، دب الخلاف بين غالبية الأحزاب الاشتراكية أعضاء الأممية، إذ وقفت مع حكوماتها في المجهود الحربي، في خيانة لقيمها الأممية، مما أدى إلى حل الأممية الثانية. قادت هذا الخيانة عددا قليلا من المندوبين المناهضين للحرب داخل الأممية الثانية إلى تنظيم المؤتمر الاشتراكي الدولي في زيمروالد، سويسرا في عام 1915. امعروف باسم مؤتمر زيمروالد، وكان الغرض منه هو صياغة برنامج مناهض للحرب. ولم يتمكن المؤتمر من التوصل إلى اتفاق بشأن جميع النقاط، ولكنه تمكن في نهاية المطاف من نشر بيان زيمروالد الذي أعده ليون تروتسكي. كان أكثر المندوبين الأممين يسارية منتظمين بمعظمهم حول لينين والاشتراكيين الديمقراطيين الروس، وعرفوا باسم يسار زيمرفالد. لقد أدانوا بشدة الحرب وما وصفوه «بالشوفينيين الاجتماعيين» المنافقين في الأممية الثانية، الذين تخلوا بسرعة عن مبادئهم الأممية ورفضوا معارضة الحرب. وحثت قرارات زيمرفالد اليسارية جميع الاشتراكيين الذين التزموا بمبادئ الأممية للاشتراكية في الكفاح ضد الحرب والالتزام بثورة العمال الأمميين.
إن خيانة الاشتراكيين الديموقراطيين وتنظيم اليسار زيمروالد ستضع في نهاية المطاف السبيل لظهور أول الأحزاب الشيوعية الحديثة في العالم وتشكيل الأممية الثالثة في عام 1919.

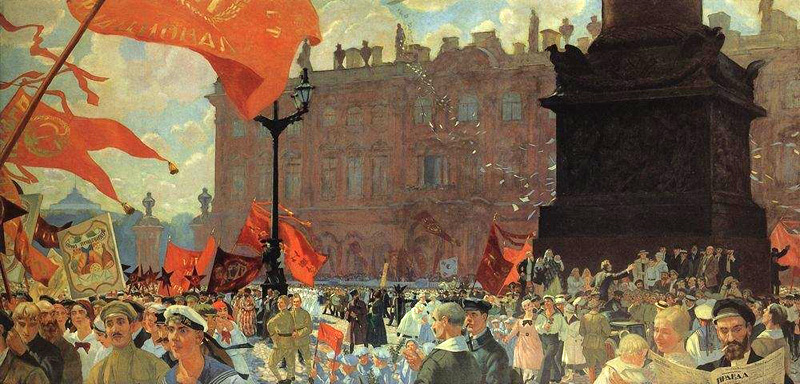
بوريس كوستودييف. مهرجان المؤتمر الثاني للكومنترن في ساحة أوريتسكي (ساحة القصر السابق) في بتروغراد

تأسست الأممية الشيوعية، والمعروفة أيضا باسم الكومنترن أو الأممية الثالثة، في عام 1919 في أعقاب الثورة الروسية، نهاية الحرب العالمية الأولى، وحل الأممية الثانية. لقد كانت رابطة للأحزاب السياسية الشيوعية من جميع أنحاء العالم مكرسة للأممية البروليتارية والإطاحة الثورية بالبرجوازية العالمية. ويصف بيان الأممية الشيوعية، الذي كتبه ليون تروتسكي، التوجه السياسي الأممي بأنه «ضد الهمجية الإمبريالية، ضد الملكية والطبقات صاحبة الامتياز، ضد الدولة البرجوازية والملكية البرجوازية وضد كل مظاهر الاضطهاد الطبقي والقومي وأشكاله».

### الأممية الرابعة
أسس ليون تروتسكي وأتباعه الأممية الاشتراكية الرابعة والأخيرة في عام 1938 في مواجهة الأممية الثالثة والاتجاه الذي اتخذه اتحاد الجمهوريات الاشتراكية السوفيتية تحت قيادة جوزيف ستالين. أعلنت الأممية الرابعة نفسها أن تكون الخلف الأيديولوجي الحقيقي للكومنترن الأصلي تحت قيادة لينين، حاملة راية الأممية البروليتارية التي تخلت عنها الكومنترن تحت قيادة ستالين. مجموعة متنوعة من المنظمات السياسية اليسارية التي لا تزال نشطة تدعي أنها الخلفاء المعاصرة لأممية تروتسكي الرابعة الأصلية.

## تعبيراتها الحديثة

علم الأمم المتحدة

يعبر عن الأممية في معظم الأحيان على أنه تقدير لتنوع ثقافات العالم، والرغبة في السلام العالمي. والناس الذين يعبرون عن هذا الرأي لا يؤمنون بأنهم مواطنون في بلدانهم فحسب، بل بكونهم مواطنين عالميين. يشعر الأمميون بأنهم ملزمون بمساعدة العالم من خلال القيادة والأعمال الخيرية.
ويدعو الأمميون أيضا إلى وجود منظمات دولية، مثل الأمم المتحدة، وغالبا ما يؤيدون وجود شكل ما من الحكومة العالمية ذات النفوذ الأكبر .
المساهمين في النسخة الحالية من الأممية تشمل ألبرت أينشتاين، الذي آمن بفكرة الحكومة العالمية، واعتبر أن القومية «مرض طفولي». وفي المقابل، فإن الأمميين مثل كريستيان لانج وريبيكا ويست لم يروا وجود تناقض بين النزعتين القومية والأممية.

### المنظمات الدولية والأممية
ولكي تظهر المنظمات الحكومية الدولية والمنظمات الدولية غير الحكومية، يتعين على الدول والشعوب أن تدرك إدراكا قويا أنها تتقاسم مصالح وأهدافا معينة عابرة للحدود الوطنية، ويمكنها أن تحل على أفضل وجه مشاكلها العديدة من خلال تجميع مواردها وتنفيذ التعاون عبر الحدود الوطنية، بدلا من الجهود الفردية التي تبذلها البلدان. وهذا الرأي، هذا الوعي العالمي، يمكن أن يطلق عليه اسم «الأممية»، وهو فكرة أن الأمم والشعوب ينبغي أن تتعاون بدلا من الانشغال بمصالحها الوطنية أو اتباع نهج غير منسقة لتعزيز مصالحها.

### الدول ذات السيادة مقابل توازن القوى فوق الوطنية
الأممية في معنى الكلمة الصارم، لا يزال يستند على وجود الدول ذات السيادة. ويهدف إلى تشجيع التعددية (لا تتبوأ دولة واحدة قيادة العالم) وخلق ضرب من الترابط الرسمي وغير الرسمية بين البلدان، مع منح بعض النفوذ المحدودة فوق الوطنية للمنظمات الدولية التي تسيطر عليها تلك الأمم عن طريق المعاهدات والمؤسسات الحكومية الدولية.
والوضع المثالي للعديد من الأمميين، ومن بينهم مواطنون عالميون، هو المضي قدما نحو عولمة ديمقراطية عن طريق إنشاء حكومة عالمية. ومع ذلك، فإن هذه الفكرة تعارض و / أو تحبط من قبل أمميين آخرين، الذين يعتقدون أن أي هيئة حكومية عالمية ستكون في حد ذاتها أقوى من أن يتم الوثوق بها، أو لأنهم يكرهون الطريق الذي اتخذته كيانات فوق وطنية مثل الأمم المتحدة أو الاتحاد الأوروبي والخوف أن حكومة عالمية تميل نحو الفاشية ستخرج من السابق. هؤلاء الأمميون أكثر عرضة لدعم اتحاد عالمي فضفاض تبقى فيه معظم السلطة بيد الحكومات الوطنية.

## راجع أيضا
- معاداة القومية
- كوسموبوليتية
- حركة المواطنين العالميين
- العدالة العالمية
- القرية العالمية
- العولمة
- المجتمع الدولي
- المجتمع العالمي
- ضد الإمبريالية
- الجمعية العالمية للشغيلة
- الأممية الثانية
- الأممية الشيوعية
- الأممية الرابعة
- إسلامية